# 马罗岛号两栖攻击舰
马罗岛号两栖攻击舰（LPH-6112）是大韩民国海军独岛级两栖攻击舰的第二艘，同时也是韩国所建造的第二艘全通甲板式战舰，该舰已于2018年5月14日在釜山韩进重工造船厂下水，并于2021年6月28日起正式服役，目前驻扎在韩国的镇海海军基地。